# Леонтович Теодор Іванович
Теод́ор (Ф́едір, Богд́ан) Ів́анович Леонт́ович (псевдонім — Богдан Л-ч; 1812, с. Щутків (Шутків), Любачівський повіт, Галичина (нині Польща) — 30 листопада 1886, с. Новосілка, нині Чортківського району Тернопільської області) — український піаніст, письменник, композитор, музичний критик, громадсько-політичний діяч. Батько Дениса Леонтовича.

## Життєпис
Закінчив правничий факультет Львівського університету. Після заснування Головної Руської Ради у 1848 році був обраний одним з двох її секретарів (інший — Михаїл Малиновський).
Працював за фахом у містах Бучач, Львів, Тернопіль. Співзасник «Зорі Галицької» — першої газети галицьких українців (1848 р.), редактор газети «Основа» (1870—1871, обидві — м. Львів).

## Доробок
Автор музичних рецензій, популярних музичних творів, зокрема пісні на слова Івана Гушалевича «Мир вам, браття», її деякий час у Галичині виконували як національний гімн.
У статті «Сьомі роковини смерті Тараса Шевченка у Львові» (1868 р.) вперше проаналізував музичну творчість Михайла Вербицького і Миколи Лисенка.